# Rapanea sandwicensis
Rapanea sandwicensis là một loài thực vật có hoa trong họ Anh thảo. Loài này được (A. DC.) O. Deg. & Hosaka miêu tả khoa học đầu tiên năm 1939.

## Hình ảnh

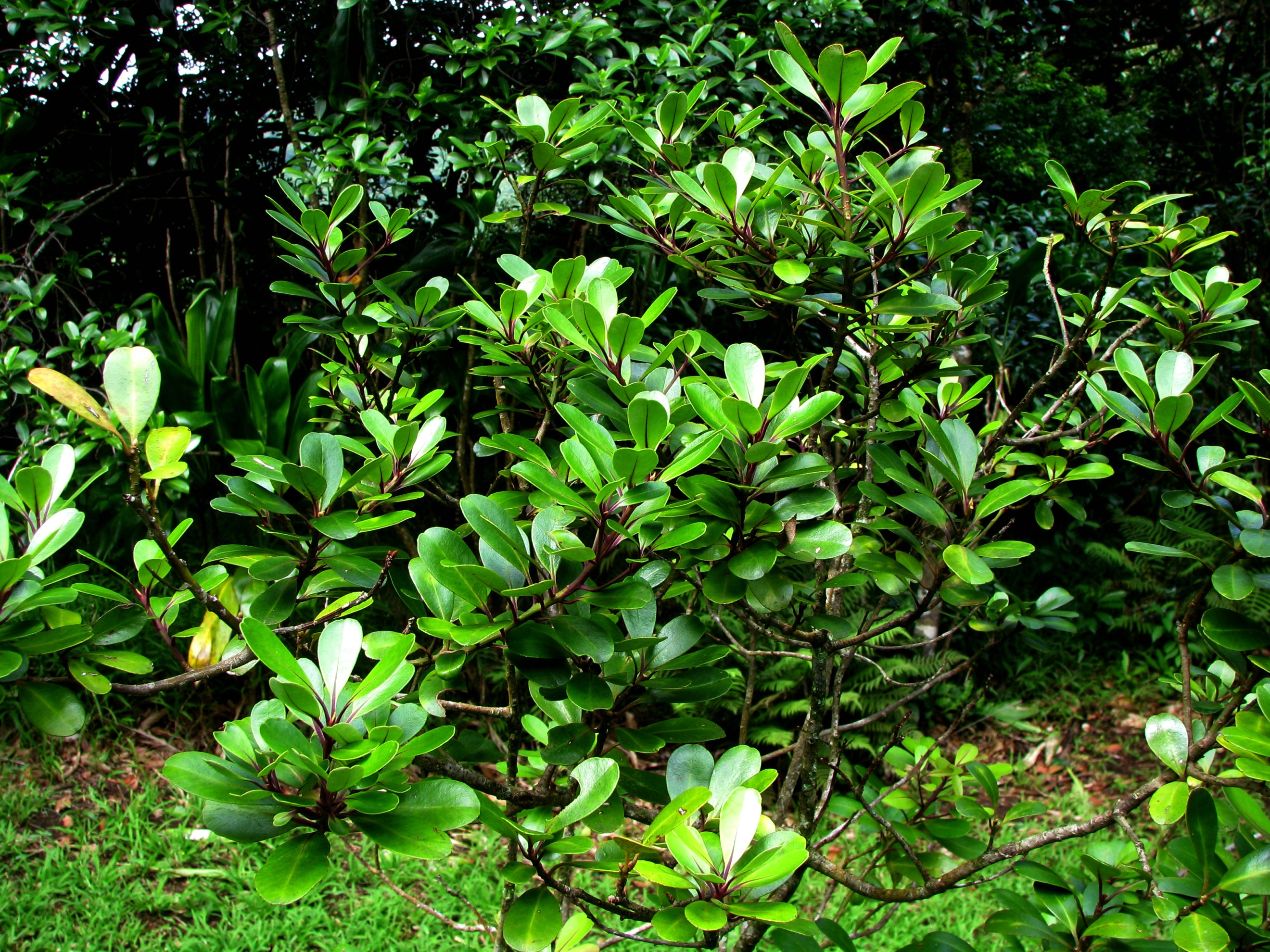
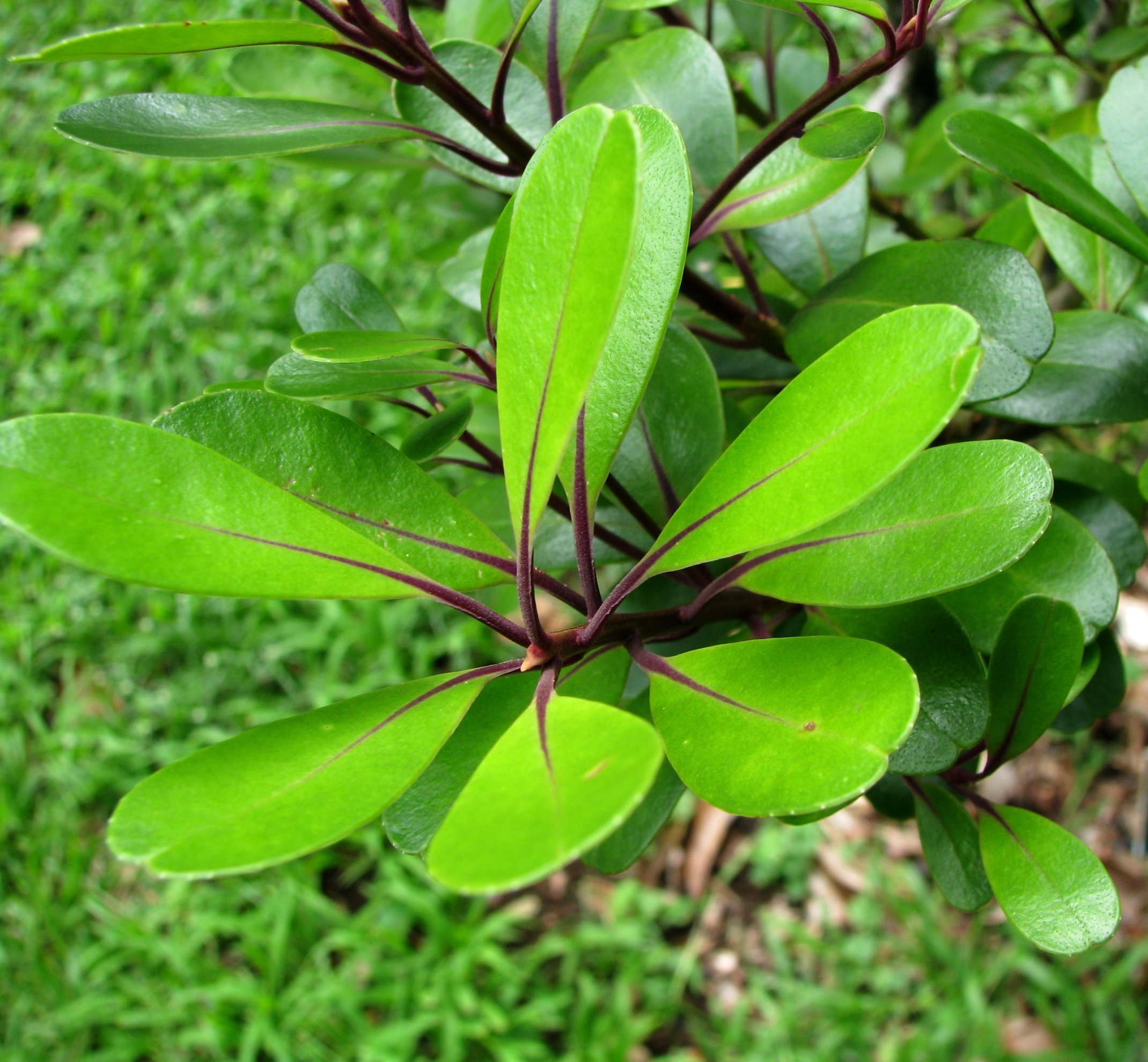
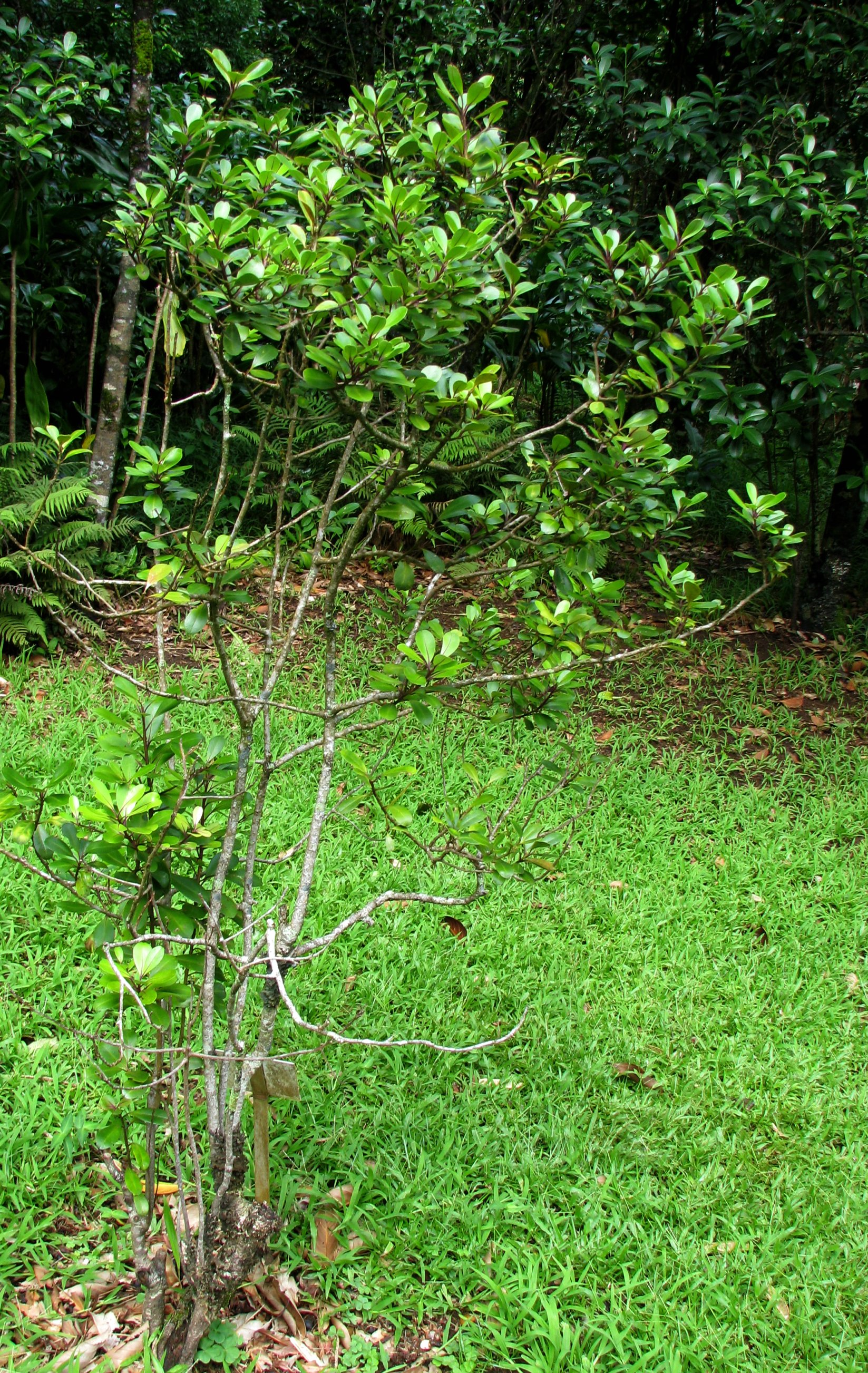